# Fondazione Cassamarca
Fondazione Cassamarca, com sede em Treviso, possui presença no campo da pesquisa sobre a história e a influência do humanismo latino no mundo. Ação que se desenvolve em um intenso calendário de congressos internacionais sobre a temática, assim como através do financiamento de cátedras de pesquisa.

## História
É herdeira direta do Monte di Pietà de Treviso, fundado no ano de 1492. Em 1910 passou por um processo de transformação que levou a sua fusão com outras entidades de crédito, criando a Cassa di Risparmio di Treviso. Esta, a partir de 1987, passou a se chamar Cassamarca. Em 1997, inicia novo processo de fusão com outros bancos italianos, vindo a integrar a holding Unicrédito italiano (segunda maior instituição bancária da Itália). Desde 1998 a Fondazione Cassamarca é acionista direta da holding, investindo todos seus lucros em ações em prol do resgate da memória histórica, artística e cultural.

### Realizações
Promoveu congressos nas mais várias áreas do planeta, entre os mais importantes: Treviso (Itália, 1997), Craiova (Romênia, 1998), Rapperswil (Suíça, 1998), Toulouse (França, 1998), Manila (Filipinas, 1999), São Paulo (Brasil, 1999), Constança (Romênia, 1999), Cabo Verde (2000), Basiléia (Suíça, 2000),Nova Iorque (EUA, 2000), Bucarest (Romênia, 2000), Huatusco (México, 2001), Liegi (Bélgica, 2001), Belo Horizonte (Brasil, 2001), Munique (Alemanha, 2001), Dakar (Senegal), Lviv (Ucrania, 2003), Londres (2003), Cracóvia (Polônia, 2004), Macau (China, 2005), Budapeste (Hungria, 2005).
As cátedras universitárias financiadas, atualmente mais de 60, têm suas sedes em várias universidades da Austrália, Alemanha, Argentina, Espanha, Estados Unidos, Brasil, Canadá, Polônia, Portugal, Reino Unido, Romênia, Suíça e Ucrania. A entidade contribui com a Sociedade Dante Alighieri.
Atualmente a Fondazione é presidida por Dino De Poli.